# Diplazium stuebelianum
Diplazium stuebelianum là một loài thực vật có mạch trong họ Woodsiaceae. Loài này được (Hieron.) Stolze miêu tả khoa học đầu tiên năm 1991.